# Kristin Backes
Kristin Backes (* 14. November 1997 in Oberlinxweiler, St. Wendel) ist eine deutsche Musicaldarstellerin.

## Leben

### Ausbildung
Bereits im Alter von vier Jahren sammelte Kristin Backes als Hahn der Bremer Stadtmusikanten ihre ersten Bühnenerfahrungen. Im Laufe der Zeit erlernte sie verschiedene Instrumente wie Gitarre, Flöte und Klavier. Mit acht Jahren begann sie mit dem Gesangsunterricht und stand mit 11 Jahren zum ersten Mal in einer Hauptrolle auf der Musicalbühne.
Ihre musikalische Bildung erweiterte sie von 2013 bis 2014 an der Landesakademie Ottweiler Saar und schloss nach einem begonnenen Studium für Musik und Deutsch auf Lehramt ein Gesangsstudium an der Hochschule für Musik Saar von 2016 bis 2018 an.

### Karriere als Musicaldarstellerin
Seit 2018 war Kristin Backes am Festspielhaus Neuschwanstein in Füssen engagiert. Sie spielte dort in einigen Produktionen mit, unter anderem als Kaiserin Elisabeth in dem Musical Ludwig² und als Päpstin Johanna in Die Päpstin. Beim Festspielhaus stand sie nicht nur auf der Bühne, sondern war unter anderem auch im Produktionsteam, als künstlerische Leitung bei Die Päpstin, musikalische Leitung bei Die Schöne und das Biest, in der Requisite, als Regieassistenz und als Verantwortliche für Social Media tätig.
2022 erhielt sie die Hauptrolle in dem Musical Tanz der Vampire in Stuttgart.
Des Weiteren ist Kristin Backes bei Konzerten und Livestreams zu sehen. Sie beschäftigt sich auch mit Ballett, Hip-Hop, Zauberkunst und Vertikaltuch.

## Rollen
| Jahr    | Name des Stückes                  | Rolle                                  | Ort                                   |
| ------- | --------------------------------- | -------------------------------------- | ------------------------------------- |
| 2012    | Wasserphantasie                   | Lisa                                   | Furpach Saar                          |
| 2012    | Die Welle                         | Selina                                 | Neunkirchen                           |
| 2013    | Snowhite                          | Fuchs                                  | Neunkirchen                           |
| 2013    | Der Jedermann! Das Musical        | Todsünde                               | Neunkirchen                           |
| 2014    | Frühlingserwachen                 | Wendla                                 | St. Wendel                            |
| 2014–15 | Steam – Das Fantasy Musical       | Martha                                 | Neunkirchen                           |
| 2015    | Du bist in Ordnung, Charlie Brown | Sally Brown                            | St. Wendel                            |
| 2016    | Beachparty                        | Zauberassistenz                        | Osaka / Japan                         |
| 2016–17 | Jesus Christ Superstar            | Soulgirl                               | Neunkirchen / Saarlouis / Saarbrücken |
| 2017–18 | Der kleine Horrorladen            | Audrey                                 | Neunkirchen / Pirmasens               |
| 2017–19 | Die Päpstin – Das Musical         | Ensemble / Cover Päpstin & Marioza     | Festspielhaus Füssen                  |
| 2018–19 | Der Ring                          | Lust                                   | Festspielhaus Füssen                  |
| 2018–21 | Ludwig²                           | Sophie von Bayern / Kaiserin Elisabeth | Festspielhaus Füssen                  |
| 2021    | Zeppelin                          | Hanna Keller                           | Festspielhaus Füssen                  |
| 2022–24 | Tanz der Vampire                  | Sarah                                  | Stuttgart, dann Hamburg               |

## Auszeichnung
- Beliebteste Newcomerin 2019 der Website „Musical1“[6]